# 天号作戦
天号作戦（てんごうさくせん）は、第二次世界大戦、太平洋戦争末期における日本軍の作戦計画。

## 計画内容
天号作戦は、捷号作戦挫折後の1945年春、連合国軍の日本本土侵攻に対し、本土防衛作戦の一環として本土前縁で戦われた航空作戦である。
連合艦隊発令のGF電令作第五六四A号（3月17日発令）では「敵攻略部隊南西諸島方面に来攻せば陸軍と緊密に協同し連合艦隊の全力を挙げてこれを撃滅し南西諸島を確保せんとす」と示して各部隊に作戦を指示し、「本作戦を「天一号作戦」と呼称し　之が警戒並に発動要領は捷号作戦に準じ本職之を下令す」とした。
大本営発令の大海指第五一三号別紙（3月20日発令）の作戦指導の大綱では、「陸軍と密に協力し　当面作戦の重点を東支那海周辺特に南西諸島に指向し　特に航空兵力の徹底集中並に局地防衛の緊急強化を計り　来攻する敵主力の撃滅を期す」と指示し、「本作戦ヲ天号作戦ト呼称ス」としている。また、「天号作戦に於いては　先ず航空兵力の大挙特攻々撃を以て敵機動部隊に痛撃を加へ　次で来攻する敵船団を洋上及び水際に捕捉し　各種特攻兵力の集中攻撃により其の大部を撃破するを目途とし　尚上陸せる敵に対しては　靭強なる地上作戦を以て飽く迄敵の航空基地占領を阻止し　以て航空作戦の完遂を容易ならしめ相俟て作戦目的を達成す」と指示している。
- 天一号作戦 - 沖縄方面航空作戦
- 天二号作戦 - 台湾方面航空作戦
- 天三号作戦 - 南支沿岸方面航空作戦
- 天四号作戦 - 仏印、海南島方面航空作戦

この作戦の特質については、様々な異なる観察がなされており、また経過とともに変化がみられる。陸軍と海軍で考えに相違があり、陸軍では、天号作戦を本土を中核とする総合的作戦計画の一部とみなし、陸海軍の航空戦力で敵の攻略船団を攻撃し、米軍の進攻を遅滞させて本土決戦準備の完成のため時間を稼ぎたいという考えであったが、米軍の進攻挫折の確算はなく、その後の本土決戦の備えや防空にある程度兵力を控置した。海軍では、沖縄を失えば本土決戦は成り立たないと考え、沖縄戦を今次戦争の決戦になると考えていた。
捷号作戦後の次期作戦計画は1945年1月20日の「帝国陸海軍作戦計画大綱」であり、2月6日の「天号作戦計画」はその第一着手であった。大綱の主眼は、本土の前縁付近で敵に大打撃を与え、その要域を確保して敵の継戦意志を破砕しようとすることにあった。当時の大本営の敵情判断は比島攻略後の連合国軍は一挙に本土上陸することなく、その前に一、二段の基地推進を行うと考え、その主要な方面は東シナ海周辺地域であり、とりわけ南西諸島沖縄地区が目標となる公算が大きいと判断した。この基地推進に日本の乗ずる重要な戦機があり、敵を補足して大打撃を与えて本土を中核とする全般作戦に寄与することが目的であった。

## 歴史
1944年末から始まった捷一号作戦で作戦可能の航空兵力の大半を失い、その再建も進まず、この状況で東シナ海周辺に連合国軍の来攻があった場合、その阻止のために大規模な航空戦を行うか、目をつぶって航空兵力の再建に努めて連合国軍の本土上陸に備えるかについて陸海軍で意見が分かれ、海軍は沖縄方面を最後の決戦と考えて航空戦力の錬成上から1945年5月ころまで我慢して逐次投入を避けるべきとし、陸軍は本土決戦準備の時間を稼ぐために陸海軍の総合航空戦力で米軍の進攻に応戦して遅滞させようとした。
1945年1月20日、陸海軍大本営総長は「帝国陸海軍作戦計画大綱」を上奏し、裁可を得た。陸軍大本営参謀本部はこれに基づき、「進攻する敵特に主敵米軍を撃破して皇土を中核とする国防要域を確保し以て敵の戦意を破砕する」という方針を全軍に明示した。そのため、対ソ、重慶軍作戦を使命にしてきた朝鮮軍及びシナ派遣軍の任務も対米に転換させ、南方軍は大陸方面に向かう連合軍の進攻を控制し、全軍の作戦を容易にするため持久任務に切り替え、1月22日から2月6日にわたり各軍に大命を逐次発令した。2月6日、陸軍部は第10方面軍司令官ほか各総司令官に対し、「敵の東シナ海周辺地域来攻に当たり、その隷下航空部隊を他軍司令官の指揮下に入らしむる」と発令し、大陸指第2382号により「航空作戦に関する陸海軍中央協定研究案」と「東支那海周辺地域に於ける航空作戦指導要領」を示達した。この研究案は海軍との調整を十分に尽くさずに参考として指示したもので、作戦指導要領で航空作戦を「天号航空作戦」と呼称することに決定した。
1月20日、海軍側は「帝国陸海軍作戦計画大綱」に基づく命令として大海令37号を発令し、その内容は大綱そのままのものであり、この段階で航空作戦に関する示達はなく、陸海軍間の調整を終えた3月1日にこれを示達した。
1945年3月17日、連合艦隊はGF電令作第五六四A号により「天一号作戦」を発令した。19日の段階では、次の決戦方面について、大本営陸軍参謀本部では敵の上陸方面を台湾の算大とし、大本営海軍軍令部では敵の通信情報から小笠原方面の算大としていたが、20日には陸海軍ともに次は南西諸島との判断を強くした。20日、軍令部は大海指第五一三号を発令し、別紙において作戦指導の大綱で天号作戦を指示しており、当面作戦の重点を南西諸島正面に指向し、航空兵力の集中を計って来攻する敵主力を撃滅する方針を示した。この方針は軍令部が沖縄航空決戦の決意を現しているとする意見もある。3月25日18時18分、連合艦隊は「天一号作戦警戒」を発令。26日11時2分、連合艦隊は「天一号作戦発動」を発令。
日本の第五航空艦隊の兵力整頓中に連合国軍の上陸があって本格的航空攻撃もできないまま、連合国軍に飛行場を使用され始めた。4月3日、軍令部、連合艦隊、現地部隊で作戦打ち合わせが行われ、軍令部が連合艦隊の航空攻撃の強化を求め、「航空部隊の全力を以て、戦局打開の一大決戦を決行する要あり」との結論に至り、この結論に基づき、第五航空艦隊長官宇垣纏中将は3日に作戦要領を発令した。本作戦は「菊水一号作戦」と呼称された。菊水作戦は日本海軍の第一機動基地航空部隊（第三、第五、第十航空艦隊）によって沖縄に来攻する連合国軍に対し、特攻攻撃を加えた作戦で、4月6日の一号から6月22日の十号まで行われた。これに策応し、海軍の第一航空艦隊や陸軍の第六航空軍、初期には第八飛行師団も総攻撃を行った。